# Aall (gia tộc Na Uy)
Aall là một gia đình Na Uy nổi tiếng, gốc Aal ở Jutland (Đan Mạch). Tổ tiên lâu đời nhất được biết đến của gia đình là Søren Nielsen, là một nông dân sống ở Aal cho đến năm 1534, khi ông bị mất trang trại của mình. Từ Đan Mạch, gia đình đã đến London vào cuối của thế kỷ 17. Từ đó, vào năm 1714, tổ tiên của gia đình Na Uy, Niels Aall the Elder (khoảng 1702 - 1784) nhập cư đến Na Uy, nơi ông trở thành một thương gia giàu có, chủ xưởng cưa, buôn gỗ và chủ tàu ở Porsgrunn. Ông đã kết hôn ba lần và có tổng cộng 14 người con với họ, nhưng 8 trong số những đứa trẻ đã chết trước ông.

## Thành viên nổi bật trong gia tộc
- Nicolai Benjamin Aall (1739–1798), thương gia và chủ tàu
- Jørgen Aall (1771–1833), thương gia và thành viên của hội Eidsvoll
- Niels Aall (1769–1854), bộ trưởng nội các
- Jacob Aall (1773–1844), chính trị gia và nhà sử học
- Hans J. C. Aall, chính trị gia